# Wasserturm Bremerhaven-Lehe (Hafenstraße)
| Wasserturm Bremerhaven-Lehe (Hafenstraße) | Wasserturm Bremerhaven-Lehe (Hafenstraße)                                      |
| Wasserturm                                | Wasserturm                                                                     |
| Daten                                     | Daten                                                                          |
| ----------------------------------------- | ------------------------------------------------------------------------------ |
| Baujahr:                                  | 1852/53                                                                        |
| Architekt:                                | Simon Loschen (1818–1902)                                                      |
| Denkmalschutz:                            | Kulturdenkmal seit 1984                                                        |
| Volumen des Behälters:                    | 600 m³                                                                         |
| Ursprüngliche Nutzung:                    | Trinkwasser- versorgung für die Einwohner von Bremerhaven und Schiffe im Hafen |
| Wasserturm                                |                                                                                |

Der Wasserturm von Bremerhaven-Lehe steht im heutigen Stadtpark an der Hafenstraße. Der über 150 Jahre alte Bau aus der Frühzeit der Bremerhavener Wasserversorgung – nach seinem Erbauer Melchior Schwoon auch Schwoonscher Wasserturm genannt. Siehe auch Liste der Wassertürme in Bremerhaven.
Das Bauwerk wurde 1984 unter Bremer Denkmalschutz gestellt.

## Geschichte
Der Wasserturm wurde 1852/53 nach einem Entwurf des Bremer Architekten Simon Loschen (1818–1902) errichtet. Im unteren Teil zeigt er eine quadratische Grundform mit einer Kantenlänge von 11,5 m. Vier Anbauten mit steilen Pultdächern lehnen sich an den Kubus. Sie wurden als Wohn- und Lagerräume genutzt. Über dem Ansatz der Dächer verjüngt sich der Turm zu einem achteckigen Baukörper. Dieser ist durch Blendarkaden gegliedert, die von kleinen Spitzbogenfenstern durchbrochen werden. Darüber ragt ein Teil des stählernen Wasserbehälters aus dem Mauerwerk heraus. Ein Kegeldach mit Laterne schließt den Bau nach oben ab.

### Bauliche Veränderungen
| 1881:    | Der ursprüngliche gemauerte Wasserbehälter wird durch einen Eisenbehälter von 500 m³ Fassungsvermögen ersetzt.                                                    |
| 1896/97: | Die Firmen August Klönne und H. F. Kistner erhöhen den Turm um ca. 9 m und setzen einen 7,5 m hohen Flachbodenbehälter ein mit einem Fassungsvermögen von 600 m³. |
| 1900:    | Der Behälter wird noch einmal erneuert. |

## Bremerhavener Wasserversorgung aus Lehe
Bei Bohrungen im neu entstandenen Bremerhaven in der ersten Hälfte des 19. Jahrhunderts war man auf Brackwasser gestoßen, das nicht als Trinkwasser genutzt werden konnte. Die Wasserversorgung Bremerhavens erfolgte aus dem benachbarten, damals noch eigenständigen Flecken Lehe. Das geschah bis 1838 mittels Pferdefuhrwerken, auf denen das Wasser in Fässern transportiert wurde.
Dann baute der Maurermeister Eits in Lehe einen einfachen Wasserturm und eine Wasserleitung nach Bremerhaven. Der Wasserturm bestand aus einem 15 m hohen Holzgerüst, das über einen Brunnen errichtet wurde. Darauf stützte sich ein Wasserbehälter. Das Wasser wurde über einen Pferdegöpel in den Behälter gepumpt und dann durch die Wasserleitung nach Bremerhaven gedrückt.
Die sog. Eits’sche Wasserkunst reichte bald nicht mehr aus, um Bremerhaven zu versorgen. Der Spediteur Schwoon baute 1853 eine zweite Wasserleitung, ein Wasserwerk mit einer Dampfpumpenanlage und errichtete direkt neben dem Eits’schen Brunnen den Schwoonschen Wasserturm. Eits baute daraufhin einen neuen 26 m hohen gemauerten Wasserturm und stellte seine Förderanlage auch auf Dampfbetrieb um.
Die Konkurrenz zwischen Eits und Schwoon endete erst mit einer Heirat zwischen Angehörigen der beiden Familien. 1870 kam es zu einem Zusammenschluss der beiden Wasserversorger.
Zur gleichen Zeit begann man mit der Installation von Wasserleitungen in den Häusern Bremerhavens. Vorher hatten die Bürger das Wasser an Zapfstellen entnehmen müssen. Für die oberen Stockwerke der Häuser reichte der Wasserdruck nicht mehr aus. Das führte zu Erhöhung des Schwoonschen Turms um 9 m auf seine jetzige Größe. Der Eits’sche Wasserturm verlor an Bedeutung und wurde abgerissen.

## Wasserversorgung heute
Die Wasserversorgung von Bremerhaven erfolgt durch die swb AG, ein Nachfolgeunternehmen der Stadtwerke Bremen (Stand 2010). Die Gesellschaft betreibt vier Wasserwerke und ein Leitungsnetz von insgesamt 2704 km Länge.
Der funktionslose Wasserturm wurde 1989 an den Verleger der Nordsee-Zeitung Ditzen verkauft.